# Trachelipus silsilesii
Trachelipus silsilesii är en kräftdjursart som beskrevs av Albert Vandel 1980. Trachelipus silsilesii ingår i släktet Trachelipus och familjen Trachelipodidae. Inga underarter finns listade i Catalogue of Life.